# Emmanuel Chabrier
Alexis Emmanuel Chabrier (Ambert (Puy-de-Dôme), 18 januari 1841 - Parijs, 13 september 1894) was een Franse componist.

## Levensloop
Chabrier was zoon van de advocaat Jean Chabrier. Op 6-jarige leeftijd kreeg hij pianoles bij Manuel Zaporta. In 1851 vertrok de familie naar Clermont-Ferrand waar Emmanuel het lyceum volgde. In 1856 ging de familie dan naar Parijs en Emmanuel zat van 1856 tot 1858 op het lyceum Saint-Louis. In Clermont-Ferrand kreeg hij vioolles bij Alexandre Tarnowski en later in Parijs studeerde hij piano bij Édouard Wolff, harmonieleer bij Richard Hammer en compositie bij Théophile Semet en Aristide Hignard. Maar Chabrier studeerde vanaf 1858 ook rechten, en trad in 1861 in dienst bij het ministerie van Binnenlandse Zaken in Parijs. Hij componeerde intussen als een begaafd amateur.
Chabrier was ook geïnteresseerd in literatuur en schilderkunst, zodat hij bevriend raakte met verschillende kunstenaars. Zijn vriendschap met Paul Verlaine was de basis voor de libretti van zijn operettes Fisch-Ton-Kan (1863-1864) en Vaucochard et fils Ier (1864). Deze operettes bleven echter onvoltooid, evenals zijn opera Jean Hunyade die hij in 1867 begonnen was. Chabrier raakte eveneens bevriend met andere componisten, zoals Camille Saint-Saëns, Jules Massenet, Vincent d'Indy en César Franck, en zijn vriendenkring telde ook de impressionistische schilder Édouard Manet, die twee portretten van Chabrier schilderde. Andere intellectuele vrienden waren onder andere Villiers de l’Isle Adam, Jean Richepin en Catulle Mendès.
In 1873 huwde hij Marie Alice Dejean. Hij schreef zijn eerste orkestwerken en had uiteindelijk succes met zijn opera's L'Étoile in 1877 en Une éducation manquée in 1879. In 1879 woonde hij in München een uitvoering bij van Tristan und Isolde van Richard Wagner. Het werk maakte grote indruk op hem. Hij besloot in 1880 zijn baan bij het ministerie op te geven en zich voortaan uitsluitend op het componeren toe te leggen. In 1881 ontstonden zijn tien Pièces pittoresques, die een groot succes werden. In aansluiting op een concertreis naar Spanje ontstond de orkestrapsodie España, zijn bekendste werk.
Vanaf 1883 componeerde hij voornamelijk in La Membrolle-sur-Choisille (Touraine), waar zijn Trois Valses romantiques voor piano ontstonden. Zijn bewondering voor Wagner had invloed op zijn in 1886 gecreëerde opera Gwendoline. Als gevolg van verschillende ziekten, financiële problemen en de teleurstelling over het geringe succes van zijn toneelwerken, nam zijn motivatie om te componeren af. Zijn laatste opera Briséïs bleef onvoltooid. Chabrier overleed op 53-jarige leeftijd na een lang ziekbed. De eerstvolgende generatie erkende het belang van Chabrier, vooral van zijn pianowerken.

## Composities

### Werken voor orkest
- 1874 Larghetto, voor hoorn en orkest
- 1874 Lamento, voor orkest
- 1883 España, rhapsodie voor orkest
- 1888 Joyeuse marche

### Muziektheater

#### Opera's
| Voltooid in    | titel                                                          | aktes                            | première | libretto                                                                                                  |
| -------------- | -------------------------------------------------------------- | -------------------------------- | --- | --- |
| 1863-1864      | a) Fisch-Ton-Kan; b) als Peh-Li-Kan                            |                                  | a) onvoltooid; b) 31 maart 1875, Parijs, Cercle de l'Union artistique                                                                                                | Paul Verlaine                                                                                             |
| 1867           | Jean Hunyade                                                   | 4 aktes; (onvoltooid)            | | Henri Fouquier                                                                                            |
| 1877           | L'Étoile                                                       | 3 aktes                          | 28 november 1877, Parijs, Théâtre des Bouffes-Parisiens | Eugène Leterrier en Albert Vanloo                                                                         |
| 1877           | Le Sabbat                                                      | 2 aktes; onvoltooid              | | Silvestre                                                                                                 |
| 1878/1880-1883 | Les Muscadins                                                  | 4 aktes, 5 taferelen; onvoltooid | | Jules Claretie en Silvestre                                                                               |
| 1886           | Gwendoline                                                     | 2 aktes, 3 taferelen             | 10 april 1886, Brussel, Koninklijke Muntschouwburg | Catulle Mendès                                                                                            |
| 1887           | Le Roi malgré lui                                              | 3 aktes                          | 18 mei 1887, Parijs, Opéra-Comique | Emile de Najac en Paul Burani, in samenwerking met Jean Richepin                                          |
| 1888-1893      | Briséïs ou Les amants de Corinthe; Chabrier schreef de 1e akte | 3 aktes                          | 31 januari 1897, Parijs, Concerts Lamoureux (concertante versie, in 1 akte); 14 januari 1899, Berlijn, hofopera (scenische versie; Duitse vertaling: E. Klingenfeld) | Ephraïm Mikhaïl en Catulle Mendès, naar de Ballade "Die Braut von Korinth" van Johann Wolfgang von Goethe |

#### Operettes
| Voltooid in | titel                                                                | aktes        | première | libretto                                           |
| ----------- | -------------------------------------------------------------------- | ------------ | --- | -------------------------------------------------- |
| 1864        | Vaucochard et fils Ier                                               | (onvoltooid) | 22 april 1941, Parijs, Conservatoire national supérieur de musique, Salle de l'Ancien                                                                  | Paul Verlaine                                      |
| 1872        | Le Service obligatoire; samen met: Jules Costé en René de Boisdeffre | 3 aktes      | 1872, Parijs, Cercle de l'Union artistique | Albert Marion of Henri Leilhac, Fournier-Sarlovèze |
| 1879        | Une Éducation manquée                                                | 1 akte       | 1 mei 1879, Parijs, privé uitvoering in het "Cercle Franco-International" met pianobegeleiding; 1913, Parijs, Théâtre des Arts (met orkestbegeleiding) | Eugène Leterrier en Albert Vanloo                  |

#### Toneelmuziek
- 1887 La Femme de Tabarin, muziek voor het toneelstuk van Catulle Mendès, muziek is verloren gegaan

### Vocale muziek
- 1863 Sérénade de Ruy Blas
- 1863 Chants d'oiseaux
- 1870 L'Invitation au voyage
- 1870 Sommation irrespectueuse
- 1885 Album du Gaulois
- 1885 La Sulamite, Scène lyrique voor mezzosopraan, vrouwenkoor en orkest
- 1890 L'Ile heureuse
- 1890 Les Cigales
- 1890 Toutes les fleurs
- 1890 Villanelle des petits canards
- 1890 Pastorale des cochons roses
- 1890 Ballade des gros dindons
- 1891 A la musique, voor hoge stem en vrouwenkoor

### Werken voor piano
- 1862 Souvenirs de Brunehaut
- 1863 Marche des Cipayes
- 1873 Impromptu en do majeur
- 1881 Dix Pièces pittoresques
- 1883 Trois Valses romantiques, voor twee piano's
- 1885 Habanera
- 1891 Bourrée fantasque